# Dionisio Pérez Jácome
Dionisio Eduardo Pérez Jácome (Coatepec, Veracruz, 17 de julio de 1936-Xalapa, Veracruz; 14 de enero de 2025) fue un político y funcionario público mexicano, miembro del Partido Revolucionario Institucional. Fue diputado federal en dos ocasiones, senador de la República y otros varios cargos públicos.

## Biografía
Dionisio Pérez Jácome fue licenciado en Derecho y Contador Público por la Universidad Veracruzana, misma entidad en la que se desempeñó como director general de Enseñanza Superior en 1965 y como catedrático, función también ejercida en otras instituciones como la Universidad Nacional Autónoma de México y el Instituto Politécnico Nacional. Entre 1962 y 1964 ejerció como Notario en Coatepec, Veracruz.
A lo largo de su carrera como funcionario público ocupó cargos en la Procuraduría General de Justicia del Distrito Federal, en la Compañía Nacional de Subsistencias Populares (CONASUPO), en la entonces Secretaría del Patrimonio Nacional y en la Secretaría del Trabajo y Previsión Social.
De 1979 a 1982 fue Subsecretario de Regulación y Abasto de la Secretaría de Comercio y de 1983 a 1986 Coordinador Sectorial de la Comisión Nacional de Alimentación. En 1986 al asumir el cargo de Gobernador de Veracruz Fernando Gutiérrez Barrios, lo nombró Representante del Gobierno veracruzano en el Distrito Federal, ocupando el cargo hasta 1988.
En 1988 fue postulado candidato del PRI y electo Diputado Federal por el Distrito 7 de Veracruz a la LIV Legislatura que concluyó en 1991; en la misma fue integrante de las comisiones de Hacienda y Crédito Público; y de Presupuesto. Al terminar dicho cargo, Gutiérrez Barrios, ahora Secretario de Gobernación, lo nombró Subsecretario de Protección Civil, Prevención y Readaptación Social, terminando en dicho cargo en 1993.
En 1994 fue electo por segunda ocasión como Diputado Federal, en esta ocasión por la vía de la representación proporcional a la LVI Legislatura. En ella fue Presidente de la comisión de Gobernación y Puntos Constitucionales; así como integrante de las comisiones de Hacienda y Crédito Público, y de Presupuesto. Se separó de dicho cargo para ser Procurador Federal Agrario en 1996 y Coordinador General de Comunicación Social del Gobierno Federal de 1996 a 1997.
En 1997 fue electo Senador de la República por representación proporcional correspondiente a la LVII Legislatura; en esta fue Presidente de las comisiones de Comunicaciones; de Gobernación 1a.; y Jurisdiccional; además de miembro y Presidente de la Mesa Directiva del Senado. El 3 de mayo de 2000 se separó del cargo de Senador para ser Subsecretario de Gobierno de la Secretaría de Gobernación, siendo titular de ésta Diódoro Carrasco Altamirano.
Sus hijas, Lorena Pérez-Jácome y Gloria Pérez-Jácome, son comunicadoras y su hijo, Dionisio Pérez-Jácome Friscione, fue Secretario de Comunicaciones y Transportes de 2011 a 2012 en el gobierno del presidente Felipe Calderón.